# 茂木清夫
茂木 清夫（もぎ きよお、1929年（昭和4年）12月28日 - 2021年（令和3年）6月6日）は、日本の地震学者・火山学者。専門分野は、固体地球物理・地震学・岩石力学。地震の発生機構および地震予知に関心を持ち、地震学および地震予知の権威である。地震学・火山学の研究における数々の業績を残した。東京大学名誉教授。元日本大学教授、元地震予知連絡会会長。山形県出身。

## 経歴
1929年（昭和4年）、山形県谷地町南町（現河北町谷地）に生まれる。旧制寒河江中学・山形高等学校を経て、1953年（昭和28年）に東京大学理学部（地球物理学科）を卒業。同年に三菱鉱業に入社し、1954年（昭和29年）に東京大学助手となる。東京大学地震研究所で地震や火山の研究を行い、1962年理学博士を取得。1969年（昭和44年）に東京大学教授となる。1980年（昭和55年）に伊豆沖で地震の震源の高周波音を捉えたため、世間から大きく注目を浴びる。その後東京大学地震研究所の教授および所長を歴任。1990年（平成2年）に退官し、日本大学生産工学部の教授となる。1991年（平成3年）に地震予知連絡会会長に就任し、2001年（平成13年）まで務めた。2000年（平成12年）には河北町名誉町民の称号が贈られている。
2021年（令和3年）6月6日、誤嚥性肺炎により千葉県習志野市内の病院において死去した。91歳没。

## 年表
- 1954年東京大学地震研究所助手
- 1965年東京大学地震研究所助教授
- 1969年東京大学地震研究所教授
- 1990年東京大学名誉教授
- 1990年日本大学生産工学部教授

## 茂木ドーナツ仮説
1969年、茂木は地震予測の仮説を提唱し、この仮説は「茂木ドーナツ仮説」として知られる。彼は、周辺で地震が頻繁に起きているにもかかわらず、その場所だけ地震が長期間発生していない「地震空白域」では大きな地震が発生しやすいとした。

## 茂木モデル

マグマ溜りの構造図

火山活動に伴う地殻変動のデータから地下の力学状況（圧力源の位置・深度や膨張量）を推定する手法の一つで、地殻を弾性体、マグマだまりなどの圧力源を球状、圧力方向性を等方的、と仮定するモデルのことである。1957年の論文「桜島の噴火と周辺の地殼変動との関係」にて提唱し、別の手法であるダイクモデルとともに火山の活動評価・説明に広く使われている。

## 東海地震・浜岡原発
1969年（昭和44年）に茂木は、近い将来、駿河湾・遠州灘付近でマグニチュード8クラスの東海地震が発生する可能性を示唆した。しかし皮肉にも、その翌年、中部電力は静岡県に浜岡原発の設置を申請してしまう。さらには、1970年5月の設置申請後わずか7ヶ月後に国からの設置許可が下りてしまい、2号機も1972年9月に申請、8ヶ月後には許可されるという速さで、地震対策を十分考慮されたと思えないほどのペースで原発の建設が進められてしまう。茂木は「浜岡原発は即刻停止せよ」と主張し、浜岡原発を「立地そのものがおかしい」「愚挙」「世界一危険」などと呼んだ。「地震大国で地盤が不安定であるにもかかわらず、ここまで原発が密集している国は、世界中で日本だけだ。」とのこと。実際、浜岡原発は耐震性・安全性など、設計は十分ではないとの指摘もあり、問題視されている。なお、石橋克彦が東海地震説を発表した1976年に、早くも浜岡原発の1号機は運転を始めており、地元住民が運転停止を求め提訴したこともある（浜岡原発訴訟）。

## 書籍
- Earthquake prediction. 茂木清夫. (1985)
- Experimental Rock Mechanics. 茂木清夫. (2006)
- 日本の地震予知. 茂木清夫. (1982). ISBN 9784781902180
- 茂木清夫 (1998年12月). 地震予知を考える. 岩波書店. ISBN 9784004305958
- とらわれずに考えよう: 地震・火山・岩石破壊. 茂木清夫. (2009年). ISBN 9784772252270
- 茂木清夫 (2001年10月). 地震のはなし. 朝倉書店. ISBN 9784254101812

## 論文・講演要旨・寄稿文
- 茂木清夫「水の表面波による平面波の廻折の実験〔英文〕」『東京大学地震研究所彙報』第34巻第3号、東京大学地震研究所、1956年10月、ISSN 00408972、NAID 40018129379。
- 水上武, 茂木清夫, 平賀士郎, 宮崎務「桜島の爆発的噴火と同火山に発生する地震の研究 : 1」『火山.第2集』第2巻第2号、日本火山学会、1957年、77-90頁、doi:10.18940/kazanc.2.2_77、NAID 110002992379。
- 水上武, 平賀士郎, 茂木清夫, 宮崎務「桜島火山の活動に伴う地震について : 続報 : 1957年春季大会講演要旨」『火山.第2集』第2巻第1号、日本火山学会、1957年、51頁、doi:10.18940/kazanc.2.1_51_2、NAID 110002995241。
- 茂木清夫「桜島の噴火と周辺の地殻変動との関係」『火山.第2集』第1巻第1号、日本火山学会、1957年、9-18頁、doi:10.18940/kazanc.1.1_9、NAID 110002995622。
- 茂木清夫「火山の噴火とその周辺の地殼変動との関係〔英文〕」『東京大学地震研究所彙報』第36巻第2号、東京大学地震研究所、1958年7月、ISSN 00408972、NAID 120000866316。
- 茂木清夫「大理石の変形及び破壊についての実験的研究〔英文〕-1-」『東京大学地震研究所彙報』第37巻第1号、東京大学地震研究所、1959年3月、ISSN 00408972、NAID 40018128928。
- 茂木清夫「岩石の破壊」『火山.第2集』第7巻第2号、日本火山学会、1962年、89-101頁、doi:10.18940/kazanc.7.2-3_89、NAID 110002992224。
- 茂木清夫「余震の頻度曲線について〔英文〕」『東京大学地震研究所彙報』第40巻第1号、東京大学地震研究所、1962年8月、ISSN 00408972、NAID 40018129035。
- 茂木清夫「地震の起こり方 : 破壊論の立場から」『地球科学』第1964巻第73号、地学団体研究会、1964年、28-34頁、doi:10.15080/agcjchikyukagaku.1964.73_28、ISSN 0366-6611、NAID 110007157176。
- 茂木清夫「岩石の高温高圧下の変形実験の結果と地殻の力学的性質」『地學雜誌』第73巻第3号、東京地学協会、1964年、170-171頁、doi:10.5026/jgeography.73.170、ISSN 0022-135X、NAID 130000799574。
- 茂木清夫「岩石の破壊強度と圧力との関係,並びに脆性-延性遷移〔英文〕」『東京大学地震研究所彙報』第44巻第1号、東京大学地震研究所、1966年7月、215-232頁、ISSN 00408972、NAID 120000871050。
- 茂木清夫「29. 火山帯と地震帯の関係についての一仮説(日本火山学会 1967 年秋季大会講演要旨)」『火山.第2集』第12巻第3号、日本火山学会、1967年、152-153頁、doi:10.18940/kazanc.12.3_152_4、NAID 110002988588。
- 茂木清夫「岩石破壊における組合せ応力の影響」『材料』第17巻第181号、日本材料学会、1968年、882-887頁、doi:10.2472/jsms.17.882、ISSN 0514-5163、NAID 110002294416。
- 茂木清夫「岩石の破壊過程におけるElastic Shocksの震源分布-1-〔英文〕」『東京大学地震研究所彙報』第46巻第5号、東京大学地震研究所、1968年12月、1103-1125頁、ISSN 00408972、NAID 120000871228。
- 茂木清夫「日本の大地震の月別頻度分布〔英文〕」『東京大学地震研究所彙報』第47巻第3号、東京大学地震研究所、1969年6月、419-427頁、ISSN 00408972、NAID 120000871266。
- 茂木清夫「岩石の破壊および降伏条件:新方式の三軸試験法による研究」『材料』第20巻第209号、日本材料学会、1971年、143-150頁、doi:10.2472/jsms.20.143、ISSN 0514-5163、NAID 110002299976。
- 茂木清夫「高圧下の岩石の強度と破壊」『圧力技術』第10巻第3号、日本高圧力技術協会、1972年、2736-2743頁、doi:10.11181/hpi1972.10.2736、ISSN 0387-0154、NAID 130004259013。
- 茂木清夫「浅い大地震と深発地震」『地震 第2輯』第25巻第3号、日本地震学会、1972年、263-264頁、doi:10.4294/zisin1948.25.3_263、ISSN 0037-1114、NAID 130006785722。
- 茂木清夫「岩石破壊と地震予知」『材料』第23巻第248号、日本材料学会、1974年、320-331頁、doi:10.2472/jsms.23.320、ISSN 0514-5163、NAID 110002295336。
- 茂木清夫「日本の地震学百年の歩み」『地震』第34巻、日本地震学会、1981年9月、1-207,巻頭p1-2、ISSN 00371114、NAID 40001526099。
- 今泉俊文「茂木清夫 : 日本の地震予知」『地學雜誌』第92巻第2号、東京地学協会、1983年、133-134頁、doi:10.5026/jgeography.92.133、ISSN 0022-135X、NAID 130000801236。
- 茂木清夫「最近の群発地震研究について」『地學雜誌』第92巻第7号、東京地学協会、1984年、547-554頁、doi:10.5026/jgeography.92.7_547、ISSN 0022-135X、NAID 130000801296。
- 茂木清夫「1983年日本海中部地震の震央域の構造的特異性」『地震 第2輯』第38巻第2号、日本地震学会、1985年、262-265頁、doi:10.4294/zisin1948.38.2_262、ISSN 0037-1114、NAID 130006786535。
- 茂木清夫「「東海地震」の長期的前兆現象をさぐる (防災--地震予知技術<特別企画>)」『プロメテウス』第10巻第5号、創造、1986年9月、56-59頁、ISSN 03862828、NAID 40004177959。
- 茂木清夫「地震の前兆現象発生のメカニズム」『地震 第2輯』第45巻第1号、日本地震学会、1992年、61-69頁、doi:10.4294/zisin1948.45.1_61、ISSN 0037-1114、NAID 130006788310。
- 茂木清夫「日本の地震の予知問題」『照明学会雑誌』第81巻、照明学会、1997年、40-40頁、doi:10.2150/jieij1980.81.Appendix_40、ISSN 0019-2341、NAID 130006764344。
- 茂木清夫「2003年十勝沖地震および1952年十勝沖地震に先行した深発地震活動 (続報)」『地震 第2輯』第57巻第3号、日本地震学会、2005年、275-278頁、doi:10.4294/zisin1948.57.3_275、ISSN 0037-1114、NAID 130006787451。
- 茂木清夫「2007年中越沖地震の予測について」『地震ジャーナル』第49号、地震予知総合研究振興会、2010年6月、9-19頁、ISSN 09125779、NAID 40017194187。